# Juan de Alba
Juan Manuel de Alba Flores (ur. 27 sierpnia 1994 w Ocotlán) – meksykański piłkarz występujący na pozycji środkowego obrońcy.